# Liste der Kulturdenkmale in Bad Überkingen

Wappen von Bad Überkingen

In der Liste der Kulturdenkmale in Bad Überkingen werden unbeweglichen Bau- und Kunstdenkmale in Bad Überkingen aufgelistet. Diese Liste ist noch unvollständig.

## Allgemein
- Bild: Zeigt ein ausgewähltes Bild aus Commons, „Weitere Bilder“ verweist auf die Bilder im Medienarchiv Wikimedia Commons.
- Bezeichnung: Nennt den Namen, die Bezeichnung oder die Art des Kulturdenkmals.
- Lage: Straßenname und Hausnummer oder Flurstücknummer des Kulturdenkmals, gegebenenfalls auch den Ortsteil. Die Grundsortierung der Liste erfolgt nach dieser Adresse. Der Link (Karte) führt zu verschiedenen Kartendiensten mit der Position des Kulturdenkmals. Fehlt dieser Link, wurden die Koordinaten noch nicht eingetragen. Sind diese bekannt, können sie über ein Tool mit einer Kartenansicht einfach nachgetragen werden. In dieser Kartenansicht sind Kulturdenkmale ohne Koordinaten mit einem roten bzw. orangen Marker dargestellt und können durch Verschieben auf die richtige Position in der Karte mit Koordinaten versehen werden. Kulturdenkmale ohne Bild sind an einem blauen bzw. roten Marker erkennbar.
- Datierung: Baubeginn, Fertigstellung, Datum der Erstnennung oder grobe zeitliche Einordnung entsprechend des Eintrags in der zuständigen Denkmaldatenbank (Landesamt für Denkmalpflege Baden-Württemberg).
- Beschreibung: Kurzcharakteristik des Kulturdenkmals.

## Liste
| Bild           | Bezeichnung                          | Lage                                                        | Datierung                         | Beschreibung | ID |
| -------------- | ------------------------------------ | ----------------------------------------------------------- | --------------------------------- | --- | -- |
| Weitere Bilder | Kahlenloch-Höhle                     | Flur Kahlenstein (Karte)                                    |                                   | Die Kahlenloch-Höhle befindet sich östlich von Bad Überkingen im Wald. Geschützt nach § 2 DSchG |    |
| Weitere Bilder | Burg Böhringen                       | Flur Türkheimer Berg, Burghalde (Flstnr. 1119) (Karte)      | um 1250                           | Die abgegangene Burg Böhringen befindet sich auf einem aus dem Albtrauf vorspringenden Sporn, südlich von Bad Überkingen. Um 1403 war sie wahrscheinlich Wohnsitz der Maria von Bosnien, welche die Witwe von Ulrich X von Helfenstein war. Danach ging sie zusammen mit Überkingen in den Besitz von Ulm über. Geschützt nach § 2 DSchG |    |
|                | Ehemaliger Albaufstieg Boller Steige | Flur Eichholz (Flstnr. 74, Vic.W. 2/3)                      |                                   | Der ehemalige Albaufstieg Boller Steige befindet sich 900 Meter südwestlich von Bad Überkingen. Bis zum Bau der Türkheimer Steige um 1868/71 war sie eine wichtige Verkehrsverbindung zwischen Filstal und der Hochfläche der Schwäbischen Alb. Geschützt nach § 2 DSchG                                                                 |    |
|                | Evangelische Pfarrkirche St. Gallus  | Kirchgasse 25 (Karte)                                       |                                   | Die im spätgotischem Stil gebaute evangelische Pfarrkirche St. Gallus befindet sich südlich des historischen Kerns des Ortes Bad Überkingen. Zu ihr gehören eine Kirchhofmauer und modernere Umbauten. Geschützt nach § 28 DSchG | BW |
| Weitere Bilder | Schillertempel                       | Nördlich außerhalb des Ortes (Karte)                        | 1905, 1990 renoviert              | Der Schillertempel nördlich von Bad Überkingen wurde von T. Fischer erbaut. Von seinem erhöhten Standpunkt aus dient er als Belvedere. Geschützt nach § 2 DSchG |    |
|                | Pump- und Wasserwerk                 | An der Straße nach Hausen (Karte)                           | 1881                              | Das Pump- und Wasserwerk befindet sich westlich von Bad Überkingen an der Fils. Zu ihm gehören ein altes und ein neueres Pumpwerk, mehrere Anbauten und Wehr. Geschützt nach § 2 DSchG | BW |
|                | Elchloch-Höhle                       | Oberböhringen, Elchloch                                     |                                   | Die Elchloch-Höhle befindet sich nordwestlich von Oberböhringen im Wald. Geschützt nach § 2 DSchG |    |
| Weitere Bilder | Burg Rommental                       | Unterböhringen, Flur Oberrommental (Flstnr. 1779/1) (Karte) | Wahrscheinlich um 1200            | Die abgegangene Burg Rommental befindet sich auf einem Plateau nordwestlich von Unterböhringen. Geschützt nach § 2 DSchG |    |
|                | Evangelische Pfarrkirche             | Unterböhringen, Ortsstraße 16 (Karte)                       | Zwiebelhaube von 1689, Kern älter | Die evangelische Pfarrkirche liegt im Ortskern von Unterböhringen auf einer leichten Anhöhe. Zu ihr gehört ein Kirchhof mit Mauer. Geschützt nach § 28 DSchG | BW |